# Roxolaner
Roxolaner kallades ett skytiskt eller sarmatiskt ryttarfolk under antiken runt århundradena kring Kristi födelse som finns omnämnda i romerska källor.
Roxlanerna levde norr om Azovska sjön (Maiotis) mellan floderna Don (Tanais) och Dnepr (Borysthenes). I romarnas krig mot Mithridates VI uppträdde de med stora styrkor som mest bestod av rytteri och de visade sig senare vara så farliga fiender för de romerska 
Donauprovinserna att kejsar Hadrianus betalade dem tribut. Senare omnämns de som romerska hjälptrupper. Deras beväpning 
utgjordes av lansar och långa svärd samt läderharnesk.